# Xã Noble, Quận Valley, Nebraska
Xã Noble (tiếng Anh: Noble Township) là một xã thuộc quận Valley, tiểu bang Nebraska, Hoa Kỳ. Năm 2010, dân số của xã này là 101 người.